# Hans-Diedrich von Tiesenhausen
Hans-Diedrich von Tiesenhausen, född 22 februari 1913 i Riga, Lettland, död 17 augusti 2000 i Vancouver, Kanada var en tysk ubåtsbefälhavare under andra världskriget på U331. 

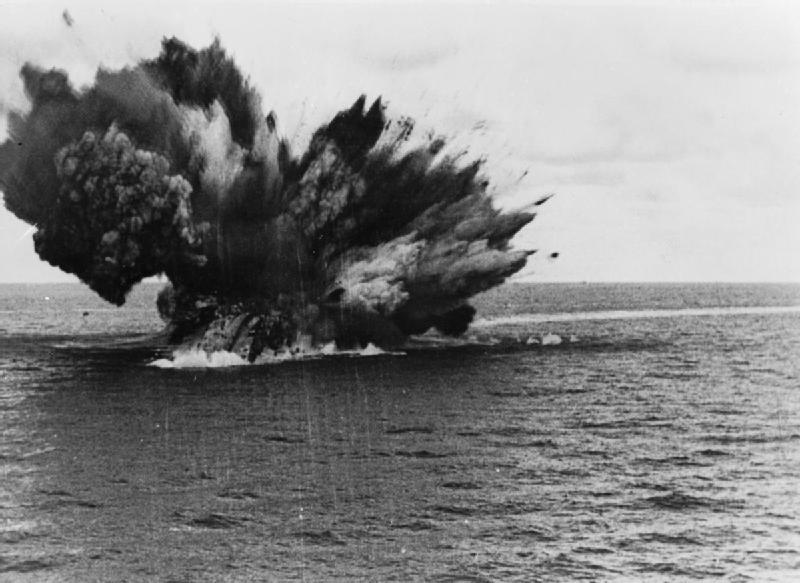
HMS Barham exploderar.

Kaptenslöjtnant samt innehavare av Riddarkorset. Utförde tio krigspatruller under tiden mars 1941 - november 1942, varvid han endast sänkte två fartyg om totalt 40 200 ton. Tiesenhausen har trots detta gått till historien som den som sänkte det brittiska slagskeppet HMS Barham  den 25 november 1941 i östra Medelhavet, varvid 865 man omkom. Efter kriget tillbringade han några år i bl.a. Kanada som krigsfånge. Återvände till Tyskland 1947, men emigrerade slutgiltigt till Kanada 1951, där han gjorde sig ett namn som inredningsdesigner och naturfotograf.